# Route nationale 55 (Suède)
Pour les articles homonymes, voir Route nationale 55.
La route nationale 55 (en suédois : Riksväg 55) est une route nationale entre Norrköping et Uppsala en Suède,.

## Présentation
La route nationale 55 située dans le comté d'Uppsala, le comté de Södermanland et le comté d'Östergötland.
La route nationale 55 part de Norrköping, où elle croise la route européenne 4. 
La route s'oriente vers le nord jusqu'à Katrineholm en traversant des zones boisées et légèrement vallonnées. 
De Katrineholm, la route se dirige vers l'est jusqu'à Flen, puis vers le nord-est jusqu'à Strängnäs. 
À Strängnäs, elle croise la route européenne 20, puis elle traverse le lac Mälaren par le Hjulstabron. 
À Enköping, elle croise la route européenne 18 et se dirige vers le nord-est jusqu'à Uppsala. 
La route nationale forme ensuite la rocade nord d'Uppsala, puis se termine en rejoignant la route européenne 4.
La longueur de la route est d'environ 208 kilomètres, dont 15 kilomètres sont partagés avec la route nationale 57 et 47 kilomètres sont partagés avec la  route nationale 56.

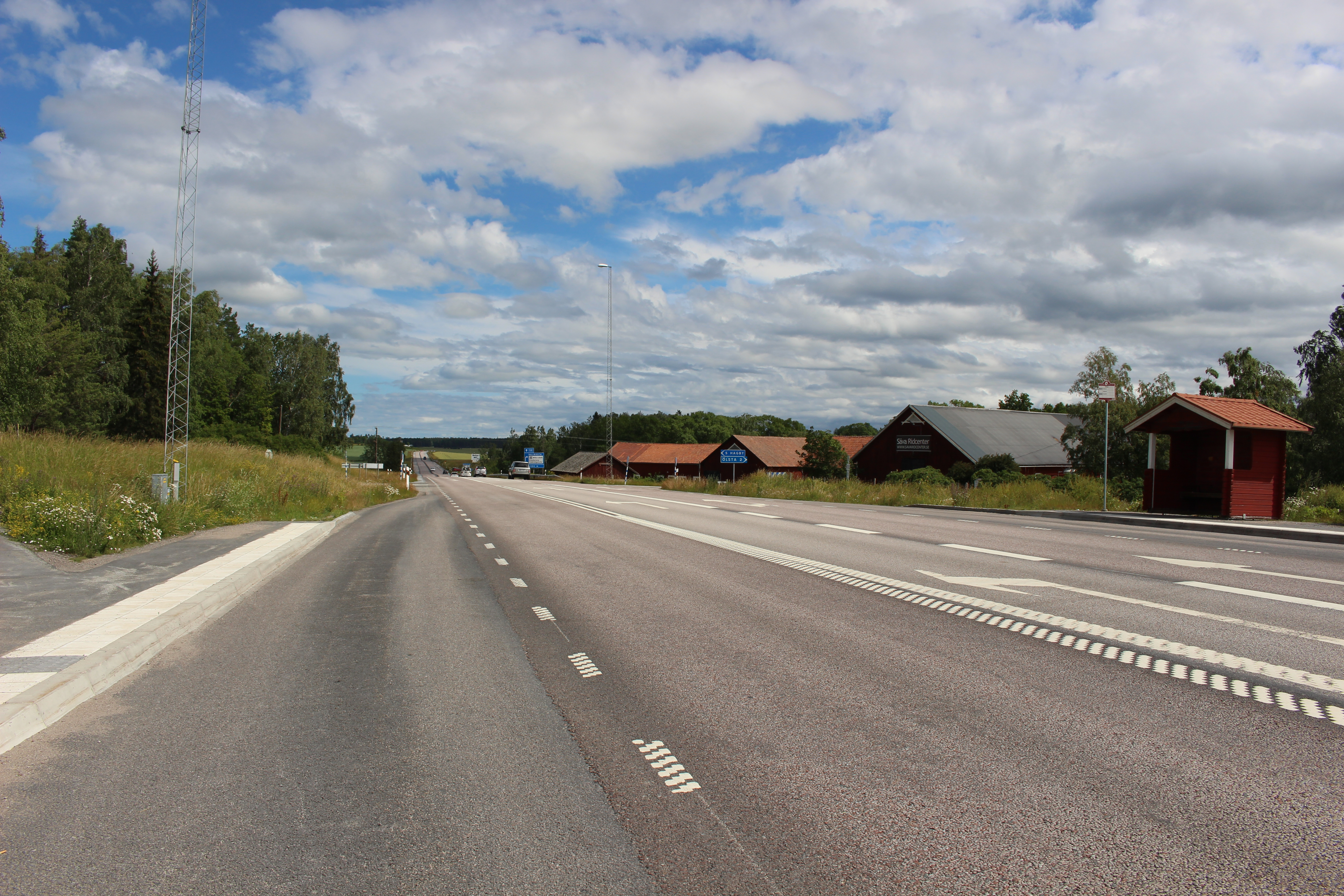
La route à Säva.

## Tracé
| Km     | Lieu        | Carte interactive |
| ------ | ----------- | ----------------- |
| 0 km   | Uppsala     |                   |
|        | Ramstalund  |                   |
| 25 km  | Örsundsbro  |                   |
| 49 km  | Enköping    |                   |
|        | Strängnäs   |                   |
| 95 km  | Merlänna    |                   |
| 122 km | Malmköping  |                   |
|        | Flen        |                   |
| 144 km | Sköldinge   |                   |
|        | Valla       |                   |
| 159 km | Katrineholm |                   |
|        | Strångsjö   |                   |
| 186 km | Simonstorp  |                   |
|        | Åby         |                   |
| 208 km | Norrköping  |                   |